# HD 30504
HD 30504，又名BD+37 969，SAO 57447、HR 1533，是一颗恒星，视星等为4.88，位于銀經166.3，銀緯-4.57，其B1900.0坐标为赤經4h 43m 10.6s，赤緯+37° -4.57′ 42″。